# ناحیه تیمزریت
ناحیه تیمزریت (به عربی: دائرة تیمزریت) یک ناحیه در الجزایر است که در استان بجایه واقع شده‌است.